# Idiops palapyi
Idiops palapyi är en spindelart som beskrevs av Tucker 1917. Idiops palapyi ingår i släktet Idiops och familjen Idiopidae. Inga underarter finns listade i Catalogue of Life.